# CalDAV
CalDAV (ang. Calendaring Extensions to WebDAV) – protokół internetowy oparty na architekturze klient-serwer, umożliwiający dostęp dla wielu użytkowników poprzez jeden serwer do usług kalendarzowych. Serwer umożliwia zarządzanie zaplanowanymi spotkaniami pomiędzy wszystkimi użytkownikami na danym Serwerze lub innym.
Protokół CalDAV został przedstawiony jako standard przez IETF w dokumentach RFC 4791 ↓ oraz RFC 6638 ↓.